# Alex Krieps
Alexandre Krieps (Guildford, Surrey, Anglaterra, 25 de juny de 1946) és un metge i polític luxemburguès, que actualment milita al Partit Democràtic (PD). És membre de la Cambra de Diputats, representant la circumscripció Centre, on el PD és més fort. La seva primera presència a la Cambra s'esdevení després de les eleccions de 1999, tot i que va perdre la seva plaça en les de 2004, en les quals el PD va treure uns resultats molt dolents. Va tornar-hi el 10 d'octubre de 2006, en substitució de Niki Bettendorf després de la seva dimissió.
Krieps va néixer a Guildford, Surrey, on el seu pare, Émile Krieps, també polític i líder de la resistència, va ser enviat en acabar la Segona Guerra Mundial.
Des de 2007 és el president de la Federació Luxemburguesa de Rugbi, càrrec que ja havia tingut entre 1985 i 1992.